# Reino de Tonga (1900–1970)
Reino de Tonga foi um protetorado do Reino Unido de 1900 a 1970.

## História
Em 18 de maio de 1900, para desencorajar os avanços alemães, o Reino de Tonga se tornou um "Estado protegido" pelo Reino Unido no âmbito de um Tratado de Amizade assinado por George Tupou II após os colonizadores europeus e os chefes tonganeses rivais tentarem derrubá-lo.  As relações exteriores do Reino de Tonga foram conduzidas, não obstante, por um cônsul britânico. O Reino Unido tinha poder de veto sobre políticas estrangeiras e finanças do Reino de Tonga.  Tonga foi afetada pela pandemia de gripe de 1918, com 1.800 tonganeses mortos, cerca de oito por cento dos moradores.  Em 4 de junho de 1970, o estatuto de Estado protegido do Reino de Tonga terminou. O fim do estatuto do Reino de Tonga foi denunciado por Salote Tupou III antes de sua morte em 1965.